# Raspoetitsa

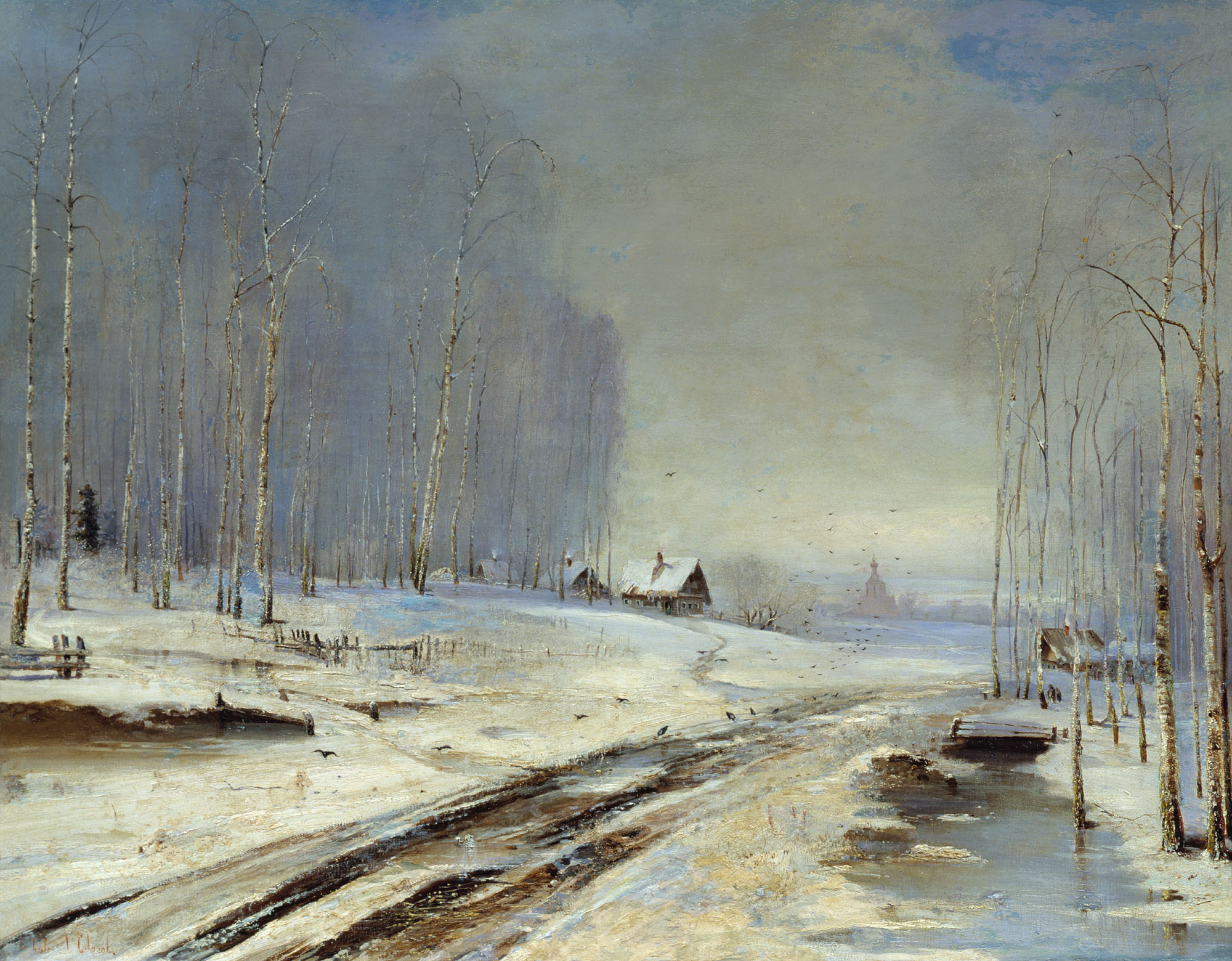
Raspoetitsa ("zee van modder"), Aleksej Savrasov, 1894

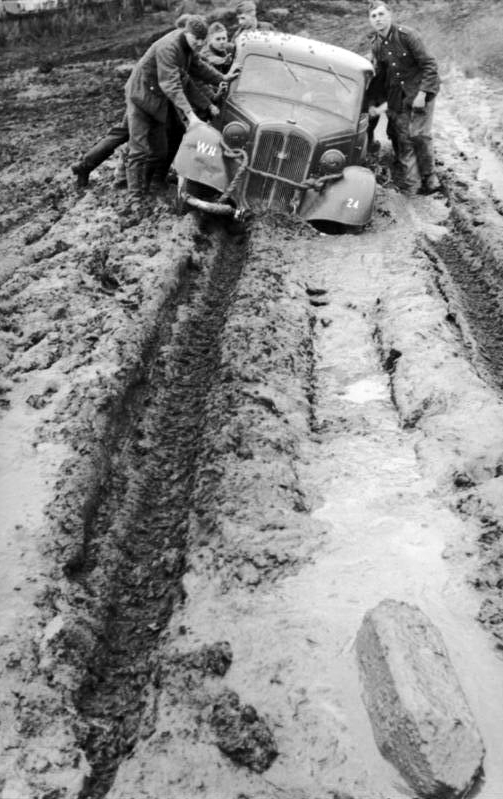
Duitse soldaten duwen een auto uit de modder, oktober 1941

Raspoetitsa (Russisch: распутица [rɐsˈputʲɪtsə]; "losse-wegheid", ook wel de "tijd zonder wegen") is een Russische benaming voor twee periodes in het jaar wanneer in Oost-Europa (met name Rusland, Oekraïne en Wit-Rusland) veel wegen onbegaanbaar worden door modder. In de lente gebeurt dit als gevolg van het buiten de oevers treden van veel rivieren, waardoor hun stroomgebieden zompig en moerassig worden en daarmee ook de onverharde wegen daarbinnen. In de herfst worden dergelijke wegen opnieuw getroffen als gevolg van zware regenval, maar de raspoetitsa in de lente is het hevigst. In het Oekraïens heet het modderseizoen bezdorizja (бездорі́жжя), wat "wegenloosheid" betekent.
In het Fins wordt voor hetzelfde verschijnsel in de lente een verbastering van raspoetitsa gebruikt: rospuutto. Op de Finse eilanden van de Scherenzee wordt het woord kelirikko ("weerpauze") gebruikt, wat verwijst naar het feit dat het ijs te dun is om mensen en voertuigen te dragen, maar te hard om door zeeschepen zonder ijsbrekerboeg te worden gebruikt. In plaats daarvan worden tijdens de kelirikko hovercrafts, hydrocopters en helikopters ingezet. De rospuutto en kelirikko komen niet in de herfst voor.

## Oorlogen
Het verschijnsel wordt gezien als een belangrijke factor binnen oorlogen. Napoleon ervoer de modder als een grote belemmering tijdens zijn veldtocht naar Rusland. Tijdens de Novemberopstand (1830/31) liepen Russische troepen er gedurende een maand in vast op weg naar Warschau. De raspoetitsa cq. "Russische winter" vormde onderwerp van wetenschappelijke artikelen tijdens de Eerste Wereldoorlog.
De modder zorgde ook voor grote hinder aan zowel Duitse als Russische zijde tijdens de slag om Moskou in 1941, voor de Duitsers zoveel dat sommigen het Russische standhouden er mede aan toeschrijven. 
Ook tijdens de Russische invasie van Oekraïne in 2022 werd met dit fenomeen rekening gehouden. Zo was de timing van de inval (in de winter) hier mede afhankelijk van. 